# Georgina Parker
Georgina Parker (Australia Meridional, 26 de abril de 1989), también conocida como Georgie Parker, es una exjugadora australiana de hockey sobre césped.

## Trayectoria
Parker debutó con la selección australiana en el año 2011. En 2014 llegó a la final del Mundial de La Haya, pero perdió la final ante Países Bajos y obtuvo el subcampeonato. Tuvo su debut olímpico en Río 2016. Luego de finalizar su participación en sus primeros Juegos Olímpicos se retiró de la selección, con más de 80 partidos disputados.